# László Lékai
László Lékai (ur. 12 marca 1910 w Zalalövő, zm. 30 czerwca 1986 w Budapeszcie) – węgierski duchowny katolicki, kardynał, arcybiskup Ostrzyhomia i prymas Węgier w latach 1976–1986.

## Życiorys
László Lékai urodził się we wsi Zalalövő w komitacie Zala w rodzinie garncarza i zduna. Przyszły prymas uczęszczał do gimnazjum w Nagykanizsa, a następnie do gimnazjum pijarów w Veszprémie, gdzie po maturze zgłosił się do seminarium duchownego Davidicum. Od 1928 był studentem Collegium Germanicum et Hungaricum w Rzymie. 28 października 1934 został w Rzymie wyświęcony na kapłana. Studia teologiczne ukończył 28 października 1934, uzyskując tytuł doktora. Początkowo był wikariuszem w miejscowości Ukk, a potem został przełożonym do spraw oświatowych w seminarium duchownym Davidicum w Veszprémie, gdzie od 1937 był również profesorem. Jednocześnie z rozwiązywaniem coraz trudniejszych zadań diecezjalnych ks. László Lékai pozostawał proboszczem w Balatonlelle.
Ksiądz Lékai często jeździł do sąsiadującej z Balatonlelle miejscowości Balatonboglár, gdzie był gościem proboszcza dra Béli Varga oraz polskiego gimnazjum. Niejeden raz przyjeżdżał tu w towarzystwie hrabiny Erzsébet Szapáry, ks. prałata Miklósa Beresztóczyego, sekretarza Instytutu Polskiego Zdzisława Antoniewicza, dra Józefa Antalla seniora, prezesa polskiego Komitetu Obywatelskiego Henryka Sławika, dyrektora Instytutu Polskiego Zbigniewa Załęskiego i innych. Polskiemu gimnazjum w Balatonboglár do końca wojny udzielał dużej pomocy organizacyjnej, finansowej i moralnej, mobilizując do tej ważnej dla niego sprawy wielu innych księży i to nie tylko z diecezji vesprémskiej. Fakt ten nie pozostał w tajemnicy przed hitlerowcami.
W 1944 ks. László Lékai został radcą biskupim i proboszczem w Murakeresztúr. W latach 1944–1948 był już sekretarzem biskupa, m.in. w latach 1944–1945 Józsefa Mindszentyego. Kilka dni po zajęciu Węgier przez III Rzeszę razem z biskupem Mindszentym ks. László Lékai został uwięziony przez Gestapo w jednym z najsurowszych więzień na Węgrzech – w Sopronkőhida, skąd uwolniono ich dopiero w lipcu po interwencji regenta Miklósa Horthyego. Po przewrocie Szálasiego 27 listopada 1944 roku ks. Lékai i biskup Mindszenty znów zostali uwięzieni w Sopronkőhida.
Po zakończeniu działań wojennych ks. László Lékai wrócił do swojej parafii w Balatonlelle i do wcześniejszych obowiązków kurialnych. Po uwięzieniu kardynała Mindszentyego ks. Lékai został odsunięty na bok i z kurii biskupiej w Veszprémie wrócił do Balatonlelle. Po latach oceniano w prasie: „potrafił znaleźć wspólne słowo z każdym wiernym i dlatego ludzie tłumnie przychodzili do niego ze swoimi troskami”. W 1972 został mianowany administratorem apostolskim diecezji veszprémskiej, a wkrótce po tym jej koadiutorem i biskupem tytularnym Girus Tarasii. Wtedy uruchomił wydział korespondencyjny Akademii Teologicznej w Budapeszcie.
12 lutego 1976 papież Paweł VI mianował bpa László Lékaia arcybiskupem budapeszteńsko-ostrzyhomskim, a 24 maja 1976 abp Lékai otrzymał kapelusz kardynalski. Jego tytularnym kościołem w Rzymie został znajdujący się poza murami kościół pod wezwaniem św. Teresy. Jako prymas abp László Lékai, mimo stałego nacisku ze strony komunistycznych władz, trzymał się linii prymasa Mindszentyego. Brał udział w obu konklawe w 1978 roku. To jemu przypadło w udziale uzyskać od papieża Pawła VI pomieszczenie w grocie pod bazyliką św. Piotra w Rzymie, gdzie dwadzieścia pięć lat później papież Jan Paweł II 8 października 1980 poświęcił kaplicę Najświętszej Pani Węgier (Magyarok Nagyasszonya Kápolna).
Odznaczony Krzyżem Wielkim Orderu Zasługi Rzeczypospolitej Polskiej (pośmiertnie, 2010).